# L'Ouragan (film, 1979)
Pour les articles homonymes, voir Hurricane.
Pour plus de détails, voir Fiche technique et Distribution.
L'Ouragan (The Hurricane) est un film américain de 1979 réalisé par Jan Troell. 

## Fiche technique
- Titre original : Hurricane
- Titre français : L'Ouragan
- Réalisation : Jan Troell
- Scénario : Lorenzo Semple, Jr. d'après une histoire de James Norman Hall et Charles Nordhoff
- Direction artistique : Giovanni Natalucci (it), Giorgio Postiglione
- Décors et costumes : Danilo Donati
- Photographie : Sven Nykvist
- Montage : Sam O'Steen
- Musique : Nino Rota
- Production : Dino De Laurentiis ; Lorenzo Semple, Jr. (exécutif)
- Sociétés de production : Dino De Laurentiis Company, Famous Films
- Sociétés de distribution : Paramount Pictures
- Pays d'origine :  États-Unis
- Langue : anglais
- Format : couleur (Technicolor) - 35 mm - 2,35:1 - son Dolby stéréo
- Genre : Aventure, drame et catastrophe
- Durée : 120 minutes
- Dates de sortie : 
  - États-Unis : 12 avril 1979
  - France : 29 août 1979

## Distribution
- Timothy Bottoms : Jack Sanford
- Piero Bushin : Running Man
- Mia Farrow (VF : Sylvie Feit) : Charlotte Bruckner
- Trevor Howard : le père Malone
- Dayton Ka'ne : Matangi
- James Keach : le sergent Strang
- Max von Sydow : le docteur Danielsson
- Jason Robards : le capitaine Bruckner
- Nancy Hall Rutgers : Mrs. Blair
- Nick Rutgers : le commandant Blair

## Autour du film
Remake du film de John Ford Hurricane (1937) mettant en vedette Dorothy Lamour, c'est le deuxième réalisé par Jan Troell à Hollywood.  Il  est produit par Dino De Laurentiis, qui avait, quelques années auparavant, produit King Kong, autre remake d'un film des années 1930.
C'est Roman Polanski qui avait été choisi initialement pour réaliser le film mais, à la suite de ses démêlés avec la justice américaine, Polanski décide de quitter les États-Unis, abandonnant le projet du même coup. Le réalisateur suédois Jan Troell se voit alors confier la réalisation.  Le tournage a lieu à Bora-Bora et s'avère assez difficile.  Le film sort alors que la vague du film catastrophe, qui bat son plein au milieu de la décennie 1970, commence à s'essouffler. Malgré la présence au générique de gens au talent confirmé (Nino Rota à la musique, Sven Nykvist à la direction photo), le film est mal reçu par la critique et connaît peu de succès.   